# Stenolophus avida
Stenolophus avida är en skalbaggsart som beskrevs av Thomas Say 1823. Stenolophus avida ingår i släktet Stenolophus och familjen jordlöpare. Inga underarter finns listade i Catalogue of Life.